# 聖何塞德蒂克利亞斯區
13°07′57″S 74°20′00″W / 13.1324°S 74.3333°W
聖何塞德蒂克利亞斯區（西班牙語：Distrito de San José de Ticllas），是秘魯的一個區，位於該國中南部阿亞庫喬大區的瓦曼加省，始建於1955年6月20日，面積64.3平方公里，海拔高度3,268米，2005年人口2,325，人口密度每平方公里36人。